# ポトカルパチェ県
ポトカルパチェ県（Subcarpathian Voivodeship (ポーランド語: Województwo podkarpackie)）は、ポーランド南東部の県である。1999年に旧プシェムィシル県、ジェシュフ県、クロスノ県とタルノブジェク県の一部が合わさって誕生した。意味は「カルパチア山地の近くの土地」。
県都はジェシュフ。東でウクライナと、南でスロヴァキアと接していて、国内ではルブリン県、シフィェンティクシシュ県、マウォポルスカ県と接している。
もともとは「東マウォポルスカ県」 (Województwo Wschodniomałopolskie) という名前になる予定であったが、直前になって現在の名称に決定された。

## 地域区分
- 市
  - クロスノ (Krosno)
  - プシェムィシル (Przemyśl)
  - ジェシュフ (Rzeszów)
  - タルノブジェク (Tarnobrzeg)

- 郡 (powiat)
  - ビェシュチャディ郡 (Powiat bieszczadzki)
  - ブジョズフ郡 (Powiat brzozowski)
  - デンビツァ郡 (Powiat dębicki)
  - ヤロスワフ郡 (Powiat jarosławski)
  - ヤスウォ郡 (Powiat jasielski)
  - コルブショヴァ郡 (Powiat kolbuszowski)
  - クロスノ郡 (Powiat krośnieński)
  - レスコ郡 (Powiat leski)
  - レジャイスク郡 (Powiat leżajski)
  - ルバチュフ郡 (Powiat lubaczowski)
  - ワンツト郡 (Powiat łańcucki)
  - ミェレツ郡 (Powiat mielecki)
  - ニスコ郡 (Powiat niżański)
  - プシェムィシル郡 (Powiat przemyski)
  - プシェヴォルスク郡 (Powiat przeworski)
  - ロプチツェ・センジシュフ郡 (Powiat ropczycko-sędziszowski)
  - ジェシュフ郡 (Powiat rzeszowski)
    - スティクフ (ポトカルパチェ県)

  - サノク郡 (Powiat sanocki)
  - スタロヴァ・ヴォラ郡 (Powiat stalowowolski)
  - スチュシジュフ郡 (Powiat strzyżowski)
  - タルノブジェク郡 (Powiat tarnobrzeski)

## 観光地

### バラヌフ・サンドミェルスキ（Baranów Sandomierski）
見どころは、クラクフのヴァヴェル城にちなんで「小ヴァヴェル城」と呼ばれるバラヌフ・サンドミェルスキ城。城は大貴族のレシチニスキ家の邸宅の一つとして1591年から1606年にかけてイタリア・ルネサンス様式で建設され、のちにルボミルスキ家の所有となり改装された。バラヌフ・サンドミェルスキ城の公式ホームページ（英語、ポーランド語、ドイツ語）あり。街の公式ホームページ（ポーランド語）あり。

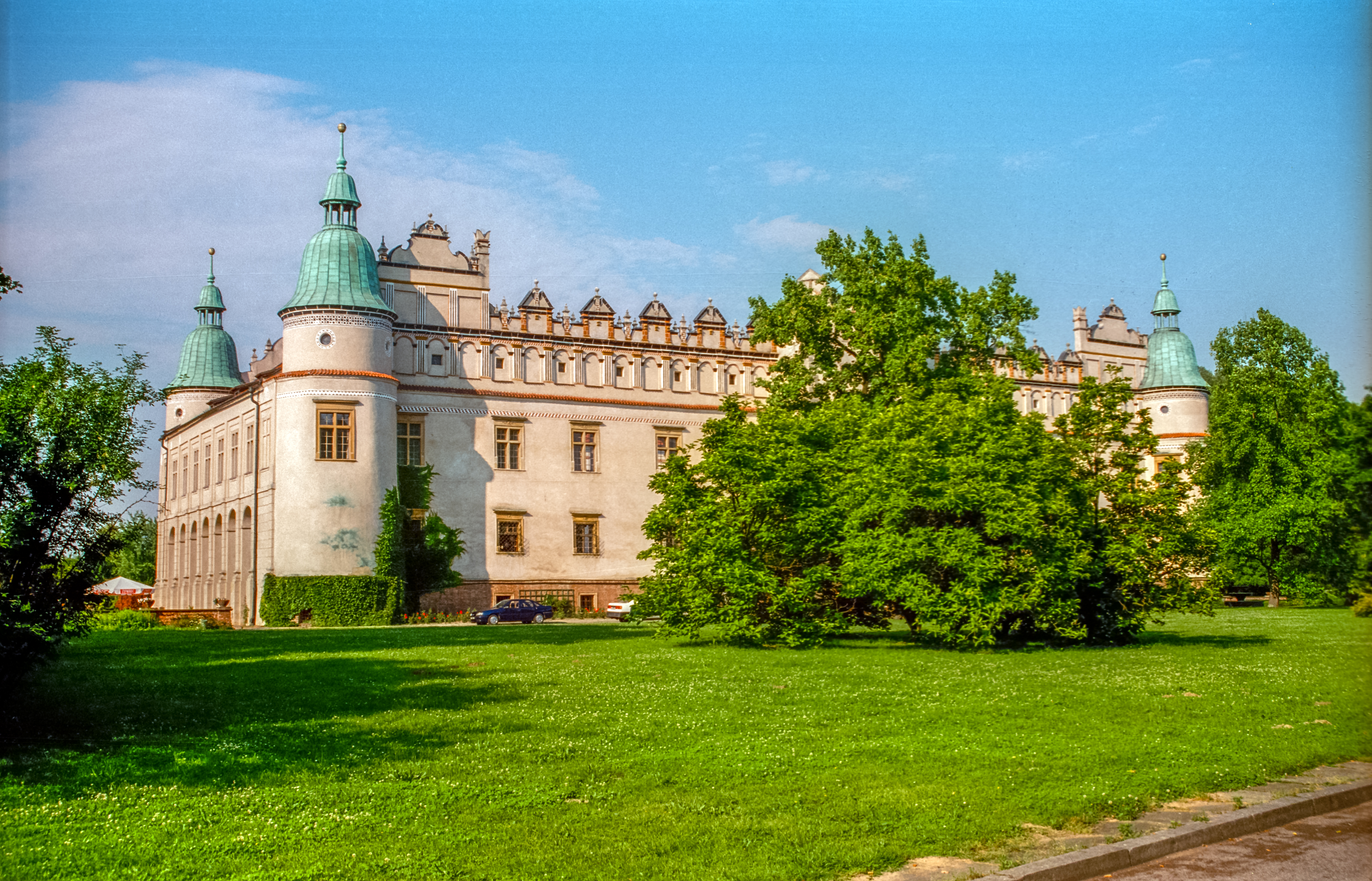
バラヌフ・サンドミェルスキ城
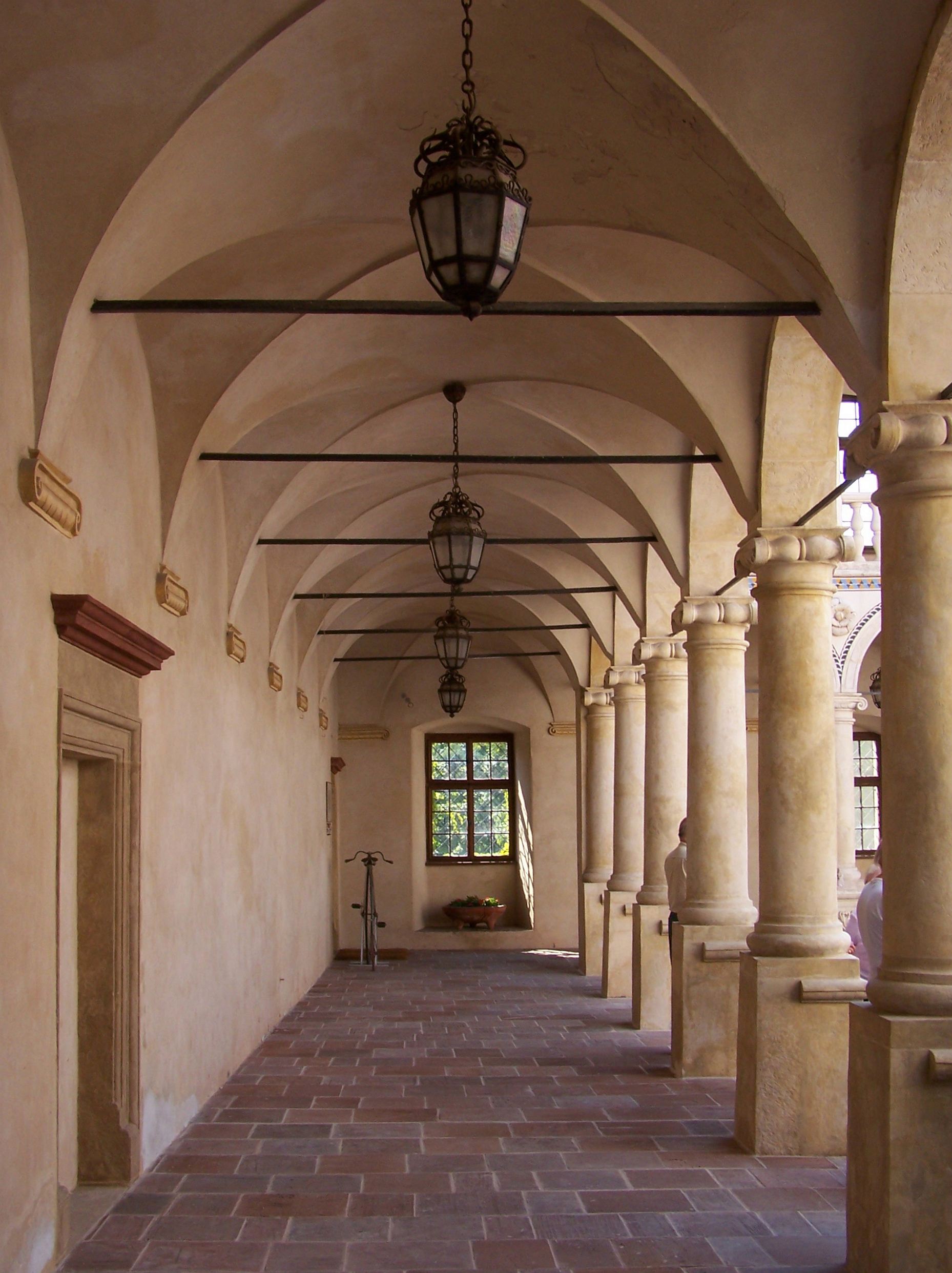
城の回廊

### ジェシュフ（Rzeszów）
ポトカルパチェ県の県都。軍需産業や航空産業の発達した工業都市であるが、美しい自然に囲まれており、落ち着いた雰囲気の美しい旧市街がある。旧市街の他、ジェシュフ城（Zamek w Rzeszowie）、ルボミルスキ宮殿（Letni Pałac Lubomirskich）、多数のキリスト教会群やユダヤ教会（シナゴーグ）などが見どころ。公式サイト（英語・ポーランド語・ドイツ語）あり。

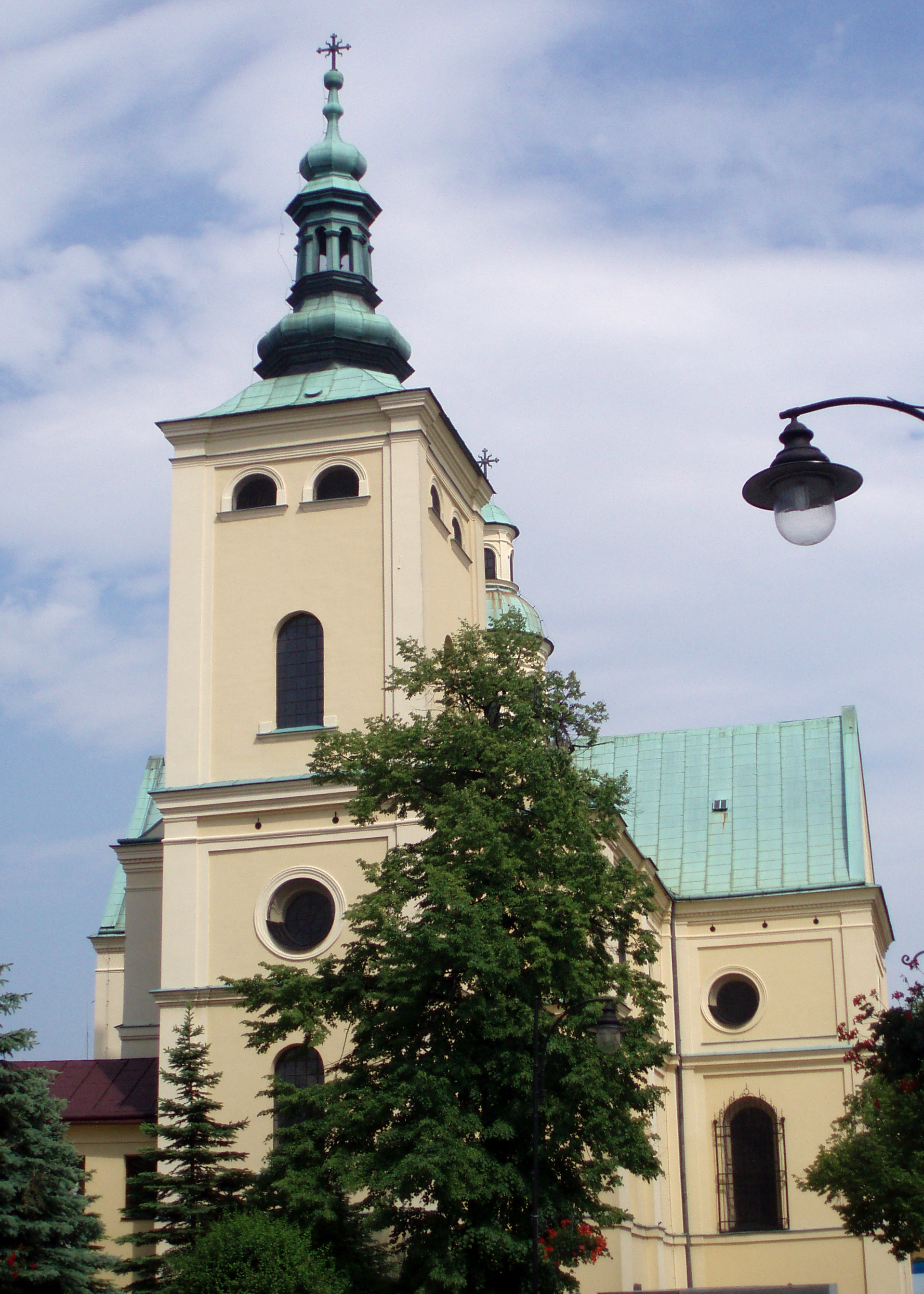
シトー会（ベルナルド会）教会
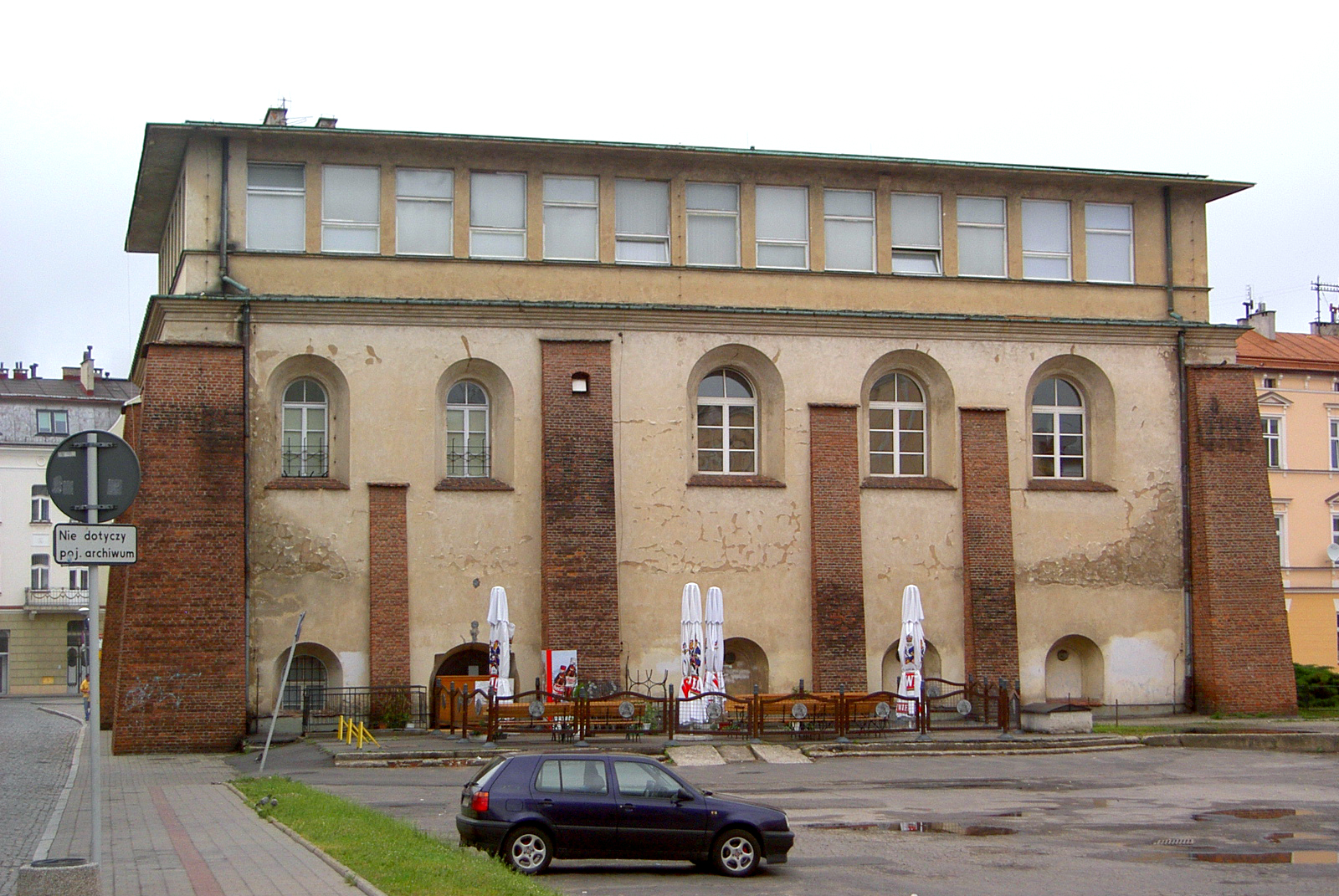
新市街シナゴーグ
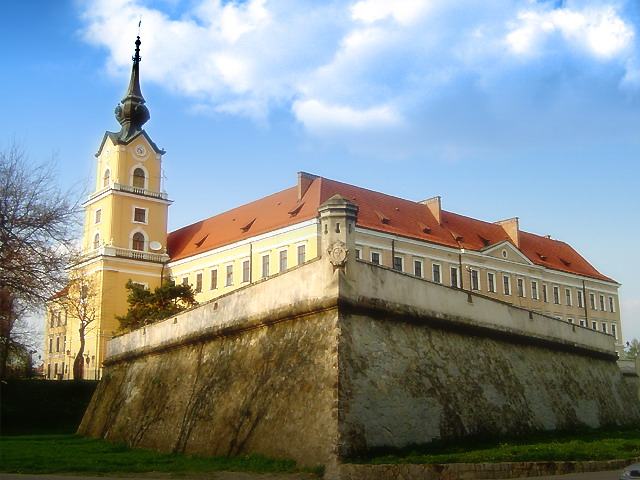
ジェシュフ城
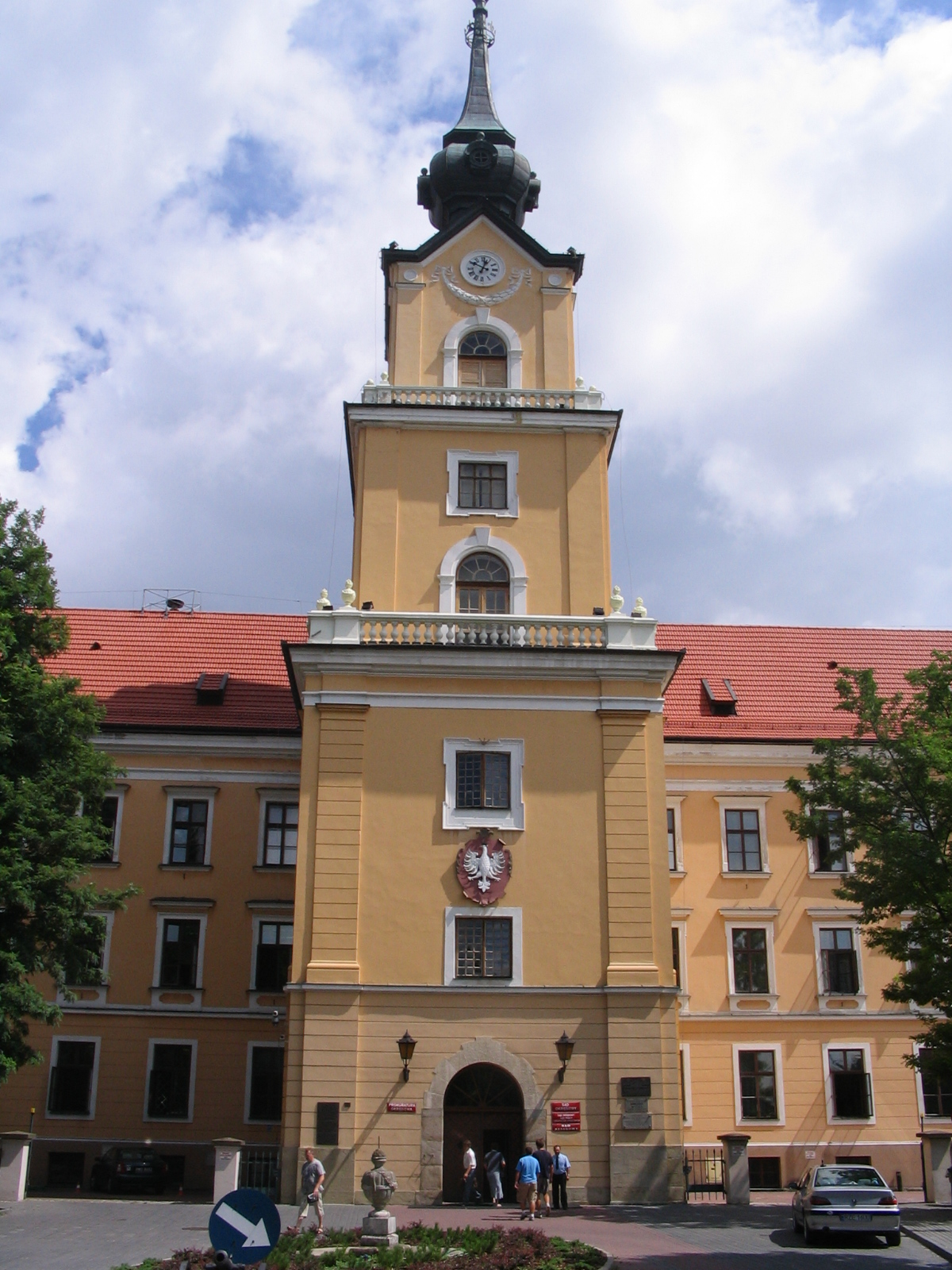
ジェシュフ城
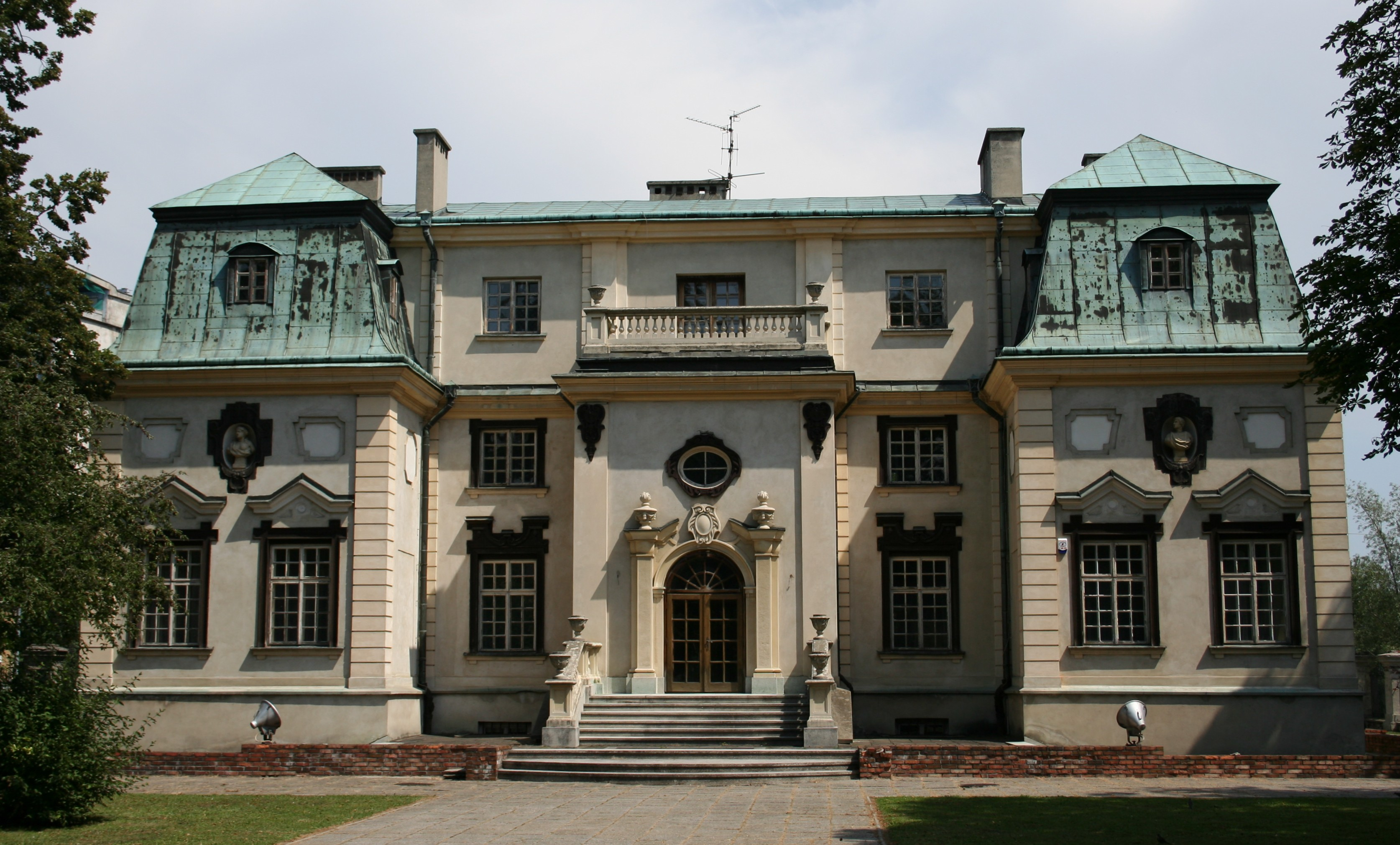
ルボミルスキ宮殿